# 布泰尔维利耶
布泰尔维利耶（法語：Boutervilliers，法語發音：[butɛʁvilje] ⓘ）是法国法兰西岛大区埃松省的一个市镇，属于埃唐普区。

## 地理
布泰尔维利耶（48°27'9"N, 2°3'20"E）面积7.01 平方千米，位于法国法蘭西島大區埃松省，该省份为法国北部内陆省份，北起上塞纳省和马恩河谷省，西接厄尔-卢瓦省和伊夫林省，南至卢瓦雷省，东临塞纳-马恩省。
与布泰尔维利耶接壤的市镇（或旧市镇、城区）包括：拉福雷勒鲁瓦、沙洛圣马尔、布瓦西勒塞克、埃唐普、普莱西圣伯努瓦、里沙维尔、圣伊莱尔。

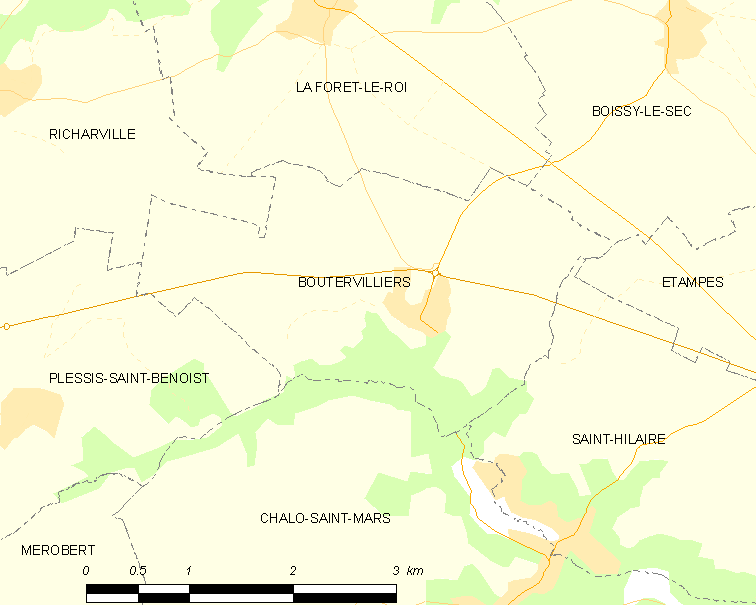
布泰尔维利耶的OSM定位图

布泰尔维利耶的时区为UTC+01:00、UTC+02:00（夏令时）。

## 行政
布泰尔维利耶的邮政编码为91150，INSEE市镇编码为91098。

## 政治
布泰尔维利耶所属的省级选区为埃唐普县。

## 人口

1962-2008年间布泰尔维利耶人口变化图示

布泰尔维利耶于2022年1月1日时的人口数量为429人。